# Vic Seixas
Elias Victor »Vic« Seixas mlajši, ameriški tenisač, * 30. avgust 1923, Philadelphia, ZDA, † 5. julij 2024.
Vic Seixas je v posamični konkurenci leta 1953 osvojil Prvenstvo Anglije in leta 1954 Nacionalno prvenstvo ZDA, kjer se je še dvakrat uvrstil v finale, kot tudi leta 1953 na turnirju za Amatersko prvenstvo Francije. Na turnirjih za Prvenstvo Avstralije se je najdlje uvrstil v polfinale leta 1953. V konkurenci moških dvojic je po dvakrat osvojil Nacionalno prvenstvo ZDA in Amatersko prvenstvo Francije, enkrat pa Prvenstvo Avstralije. Dvakrat se je še uvrstil v finale na turnirjih za Prvenstvo Anglije in enkrat Nacionalno prvenstvo ZDA. Leta 1954 je bil član zmagovite ameriške reprezentance na Davisovem pokal, kjer ima razmerje zmag in porazov 38–17, trikrat je bil tudi kapetan. Leta 1971 je bil sprejet v Mednarodni teniški hram slavnih.

## Finali Grand Slamov

### Posamično (5)

#### Zmage (2)
| Leto | Turnir                   | Nasprotnik v finalu | Rezultat finala    |
| 1953 | Prvenstvo Anglije        | Kurt Nielsen        | 9–7, 6–3, 6–4      |
| 1954 | Nacionalno prvenstvo ZDA | Rex Hartwig         | 3–6, 6–2, 6–4, 6–4 |

#### Porazi (3)
| Leto | Turnir                       | Nasprotnik v finalu | Rezultat finala    |
| 1951 | Nacionalno prvenstvo ZDA     | Frank Sedgman       | 6–4, 6–1, 6–1      |
| 1953 | Amatersko prvenstvo Francije | Ken Rosewall        | 6–3, 6–4, 1–6, 6–2 |
| 1953 | Nacionalno prvenstvo ZDA (2) | Tony Trabert        | 6–3, 6–2, 6–3      |

### Moške dvojice (8)

#### Zmage (5)
| Leto | Turnir                           | Partner      | Nasprotnika v finalu              | Rezultat finala           |
| 1952 | Nacionalno prvenstvo ZDA         | Mervyn Rose  | Ken McGregor Frank Sedgman        | 3–6, 10–8, 10–8, 6–8, 8–6 |
| 1954 | Amatersko prvenstvo Francije     | Tony Trabert | Lew Hoad Ken Rosewall             | 6–4, 6–2, 6–1             |
| 1954 | Nacionalno prvenstvo ZDA (2)     | Tony Trabert | Lew Hoad Ken Rosewall             | 3–6, 6–4, 8–6, 6–3        |
| 1955 | Prvenstvo Avstralije             | Tony Trabert | Lew Hoad Ken Rosewall             | 6–3, 6–2, 2–6, 3–6, 6–1   |
| 1955 | Amatersko prvenstvo Francije (2) | Tony Trabert | Nicola Pietrangeli Orlando Sirola | 6–1, 4–6, 6–2, 6–4        |

#### Porazi (3)
| Leto | Turnir                   | Partner        | Nasprotnika v finalu       | Rezultat finala    |
| 1952 | Prvenstvo Anglije        | Eric Sturgess  | Ken McGregor Frank Sedgman | 6–3, 7–5, 6–4      |
| 1954 | Prvenstvo Anglije (2)    | Tony Trabert   | Rex Hartwig Mervyn Rose    | 6–4, 6–4, 3–6, 6–4 |
| 1956 | Nacionalno prvenstvo ZDA | Ham Richardson | Lew Hoad Ken Rosewall      | 6–2, 6–2, 3–6, 6–4 |